# Beth Bonner
Beth Bonner (eigentlich: Elizabeth Bonner; * 9. Juni 1952 im Preston County; † 9. Oktober 1998 in Kerrville) war eine US-amerikanische Langstreckenläuferin.
1970 wurde sie die erste US-Meisterin im 3000-Meter-Lauf mit einer Zeit von 9:48,1 min. Im Jahr darauf wurde sie Elfte beim Cross der Nationen.
Am 9. Mai 1971 startete sie als einzige Frau bei der östlichen Regionalmeisterschaft der Amateur Athletic Union im Marathonlauf und stellte mit 3:01:42 h eine Weltbestzeit auf. Am 19. September desselben Jahres trat sie bei der zweiten Austragung des New-York-City-Marathons an. Sowohl Bonner wie auch Nina Kuscsik hatten sich vorgenommen, als erste Frau bei einem Marathon unter drei Stunden zu bleiben. Beide Läuferinnen knackten diese Barriere, wobei Bonner sich in 2:55:22 gegen Kuscsik durchsetzte, die mit 2:56:04 ebenfalls unter der alten Rekordmarke von Bonner blieb. Da beim Marathon des Vorjahres einzig Kuscsik antrat, aber aus gesundheitlichen Gründen aufgeben musste, ist Bonner auch die erste Frau überhaupt, die den New-York-City-Marathon beendete.
Beim Cross der Nationen 1972 kam sie auf den 14. Platz.
1973 begann sie ein Studium an der Seattle Pacific University und arbeitete danach als Englischlehrerin und Trainerin in ihrer Heimat. Später promovierte sie an der Auburn University und wirkte als Trainerin an der Schreiner University.
1998 wurde sie auf dem Fahrrad von einem Lastkraftwagen erfasst und tödlich verletzt.
2008 wurde sie in die Hall of Fame des Road Runners Club of America aufgenommen.